# Hokejová liga mistrů 2008/2009
Hokejová liga mistrů 2008/2009 byla prvním ročníkem Hokejové ligy mistrů, která byla organizována IIHF pro nejlepší hokejové týmy v Evropě.
Této sezony se účastnilo 12 týmů ze sedmi zemí (dva týmy z Ruska, Česka, Švédska a Finska; jeden tým ze Švýcarska, Německa a Slovenska; a poslední dvanáctý tým z kvalifikačního turnaje mezi druhými týmy ze třech posledně jmenovaných zemí. Vítězem se stal curyšský klub ZSC Lions, který ve finále zvítězil nad ruským týmem Metallurg Magnitogorsk a postoupil tak do Victoria Cupu 2009
Tento ročník byl kvůli propagaci sehrán pouze s týmy ze sedmi evropských zemí. Příští sezony se mělo zúčastnit 29 týmů z 22 zemí a soutěž měla zahrnovat dvě kvalifikační fáze. Z finančních důvodů se ovšem ročník neodehrál.

## Účastníci

### Kvalifikace
| Slovensko | HC Košice           | druhý tým základní části Slovnaft extraligy - 2007-08 |
| Švýcarsko | SC Bern             | vítěz základní části Švýcarské ligy - 2007-08         |
| Německo   | Sinupret Ice Tigers | vítěz základní části Německé ligy - 2007-08           |

### Základní skupiny
| Rusko     | Metallurg Magnitogorsk - soupisky  | vítěz Super six - ročníku 2008                 | Karel Pilař, Jan Marek, Jaroslav Kudrna, Tomáš Rolinek |
| Rusko     | Salavat Julajev Ufa - soupisky     | vítěz play-off Ruské superligy - 2007-08       | Miroslav Blaťák, Michal Mikeska, Leoš Čermák           |
| Finsko    | Kärpät Oulu - soupisky             | vítěz play-off Finské ligy - 2007-08           | bez hráče ČR                                           |
| Finsko    | Espoo Blues - soupisky             | poražený finalista Finské ligy - 2007-08       | bez hráče ČR                                           |
| Česko     | HC Slavia Praha - soupisky         | vítěz play-off České extraligy - 2007-08       |                                                        |
| Česko     | ČEZ Motor České Budějovicesoupisky | vítěz základní části České extraligy - 2007-08 |                                                        |
| Švédsko   | HV71 - soupisky                    | vítěz play-off švédské Elitserien - 2007-08    | bez hráče ČR                                           |
| Švédsko   | Linköpings HC - soupisky           | 2. tým zákl. části Elitserien - 2007-08        | Jan Hlaváč, Jaroslav Hlinka, trenér - Slavomír Lener   |
| Slovensko | HC Slovan Bratislava - soupisky    | vítěz play-off Slovnaft extraligy - 2007-08    | Petr Pavlas                                            |
| Švýcarsko | ZSC Lions - soupisky               | vítěz play-off Švýcarské ligy - 2007-08        | bez hráče ČR                                           |
| Německo   | Eisbären Berlín - soupisky         | vítěz play-off Německé ligy - 2007-08          | bez hráče ČR                                           |
| Švýcarsko | SC Bern - soupisky                 | Vítěz kvalifikace                              | Pavel Vostřák                                          |

## Kvalifikace
Kvalifikace se odehrála v Norimberku.
| Tým                 | Z | V | VP | PP | P | GV | GI | B |
| ------------------- | - | - | -- | -- | - | -- | -- | - |
| SC Bern             | 2 | 2 | 0  | 0  | 0 | 9  | 5  | 6 |
| Sinupret Ice Tigers | 2 | 1 | 0  | 0  | 1 | 6  | 7  | 3 |
| HC Košice           | 2 | 0 | 0  | 0  | 2 | 7  | 10 | 0 |

| 12. září, 2008 | Sinupret Ice Tigers | 1:4 (0–0, 1–1, 0–3) | SC Bern | Arena Nürnberger Versicherung |
|                | Sinupret Ice Tigers |                     | SC Bern |                               |

| Souhrn zápasu | Souhrn zápasu    | Souhrn zápasu | Souhrn zápasu                                                                  | Souhrn zápasu |
| ------------- | ---------------- | ------------- | ------------------------------------------------------------------------------ | ------------- |
|               | 36. Andre Savage |               | 31. Ramzi Abid 42. Patrik Bärtschi 51. Simon Gamache 60. Sebastiana Bordeleaua | Diváků: 5 046 |

| 13. září, 2008 | SC Bern | 5:4 (2–0, 2–3, 1–1) | HC Košice | Arena Nürnberger Versicherung |
|                | SC Bern |                     | HC Košice |                               |

| Souhrn zápasu | Souhrn zápasu                                                                | Souhrn zápasu | Souhrn zápasu                                                         | Souhrn zápasu |
| ------------- | ---------------------------------------------------------------------------- | ------------- | --------------------------------------------------------------------- | ------------- |
|               | 7. Lee Goren 11. Lee Goren 29. Patrik Bärtschi 36. Ramzi Abid 54. Ramzi Abid |               | 27. Juraj Faith 28. Marcel Šimurda 29. Marcel Šimurda 45. Juraj Faith | Diváků: 1 859 |

| 14. září, 2008 | HC Košice | 3:5 (0–2, 2–2, 1–1) | Sinupret Ice Tigers | Arena Nürnberger Versicherung |
|                | HC Košice |                     | Sinupret Ice Tigers |                               |

| Souhrn zápasu | Souhrn zápasu                                        | Souhrn zápasu | Souhrn zápasu                                                                       | Souhrn zápasu |
| ------------- | ---------------------------------------------------- | ------------- | ----------------------------------------------------------------------------------- | ------------- |
|               | 25. Jaroslav Kmiť 29. Michel Miklik 51. Juraj Sýkora |               | 2. Brad Leeb 16. Michel Périard 25. Brad Leeb 35. Christian Laflamme 49. Petr Fical | Diváků: 3 373 |

## Základní skupiny
Los základních skupin se uskutečnil v pátek 25. dubna 2008 ve švýcarském Curychu.

### Základní skupina A
| Tým                    | Z | V | VP | PP | P | GV | GI | B |
| ---------------------- | - | - | -- | -- | - | -- | -- | - |
| Metallurg Magnitogorsk | 4 | 3 | 0  | 0  | 1 | 11 | 5  | 9 |
| Eisbären Berlín        | 4 | 2 | 1  | 0  | 1 | 10 | 10 | 8 |
| Kärpät Oulu            | 4 | 0 | 0  | 1  | 3 | 5  | 11 | 1 |

| 8. říjen, 2008 | Eisbären Berlín | 3:2 (1:1, 1:0, 1:1) | Kärpät Oulu | O2 World, Berlín |
|                | Eisbären Berlín |                     | Kärpät Oulu |                  |

| Souhrn zápasu | Souhrn zápasu                   | Souhrn zápasu | Souhrn zápasu           | Souhrn zápasu  |
| ------------- | ------------------------------- | ------------- | ----------------------- | -------------- |
|               | 2. Mulock 21. Rankel 41. Walker |               | 5. Mikkola 48. Koivisto | Diváků: 13 000 |

| 22. říjen, 2008 | Kärpät Oulu | 0:2 (0:0, 0:1, 0:1) | Metallurg Magnitogorsk | Oulun Energia Areena, Oulu |
|                 | Kärpät Oulu |                     | Metallurg Magnitogorsk |                            |

| Souhrn zápasu | Souhrn zápasu | Souhrn zápasu | Souhrn zápasu             | Souhrn zápasu |
| ------------- | ------------- | ------------- | ------------------------- | ------------- |
|               |               |               | 35. Jan Marek 44. Aťjušov | Diváků: 6 614 |

| 29. říjen, 2008 | Metallurg Magnitogorsk | 5:2 (4:0, 0:1, 1:1) | Eisbären Berlín | Magnitogorsk Arena, Magnitogorsk |
|                 | Metallurg Magnitogorsk |                     | Eisbären Berlín |                                  |

| Souhrn zápasu | Souhrn zápasu                                                              | Souhrn zápasu | Souhrn zápasu    | Souhrn zápasu |
| ------------- | -------------------------------------------------------------------------- | ------------- | ---------------- | ------------- |
|               | 1. Tomáš Rolinek 5. Chlystov 9. Jaroslav Kudrna 12. Jan Marek 45. Platonov |               | 31. a 60. Ustorf | Diváků: 7 701 |

| 12. listopad, 2008 | Kärpät Oulu | 2:3 SN (1:0, 0:1, 1:1) | Eisbären Berlín | Oulun Energia Areena, Oulu |
|                    | Kärpät Oulu |                        | Eisbären Berlín |                            |

| Souhrn zápasu | Souhrn zápasu              | Souhrn zápasu | Souhrn zápasu          | Souhrn zápasu |
| ------------- | -------------------------- | ------------- | ---------------------- | ------------- |
|               | 20. Andersson 48. Aaltonen |               | 23. Quint 43. Robinson | Diváků: 4 619 |

| 19. listopad, 2008 | Metallurg Magnitogorsk | 3:1 (0:0, 2:0, 1:1) | Kärpät Oulu | Magnitogorsk Arena, Magnitogorsk |
|                    | Metallurg Magnitogorsk |                     | Kärpät Oulu |                                  |

| Souhrn zápasu | Souhrn zápasu                            | Souhrn zápasu | Souhrn zápasu | Souhrn zápasu |
| ------------- | ---------------------------------------- | ------------- | ------------- | ------------- |
|               | 22. Bulin 40. Birjukov 59. Tomáš Rolinek |               | 42. Korpikari | Diváků: 7 593 |

| 3. prosinec, 2008 | Eisbären Berlín | 2:1 (1:0, 1:1, 0:0) | Metallurg Magnitogorsk | O2 World, Berlín |
|                   | Eisbären Berlín |                     | Metallurg Magnitogorsk |                  |

| Souhrn zápasu | Souhrn zápasu                        | Souhrn zápasu | Souhrn zápasu         | Souhrn zápasu  |
| ------------- | ------------------------------------ | ------------- | --------------------- | -------------- |
|               | A. Roach (19:13) D. Pederson (26:37) |               | Tomáš Rolínek (29:06) | Diváků: 13 500 |

### Základní skupina B
| Tým         | Z | V | VP | PP | P | GV | GI | B  |
| ----------- | - | - | -- | -- | - | -- | -- | -- |
| Espoo Blues | 4 | 4 | 0  | 0  | 0 | 14 | 4  | 12 |
| HV71        | 4 | 1 | 0  | 0  | 3 | 13 | 18 | 3  |
| SC Bern     | 4 | 1 | 0  | 0  | 3 | 11 | 16 | 3  |

| 8. říjen, 2008 | HV71 | 6:2 (1:0, 2:0, 3:2) | SC Bern | Kinnarps Arena |
|                | HV71 |                     | SC Bern |                |

| Souhrn zápasu | Souhrn zápasu                                                     | Souhrn zápasu | Souhrn zápasu          | Souhrn zápasu |
| ------------- | ----------------------------------------------------------------- | ------------- | ---------------------- | ------------- |
|               | 19. a 21. Laine 23. Tedenby 45. Thörnberg 45. Lindström 52. Melin |               | 49. Bordeleau 56. Dubé | Diváků: 6 903 |

| 22. říjen, 2008 | SC Bern | 1:3 (0:2, 0:0, 1:1) | Espoo Blues | PostFinance-Arena |
|                 | SC Bern |                     | Espoo Blues |                   |

| Souhrn zápasu | Souhrn zápasu | Souhrn zápasu | Souhrn zápasu                        | Souhrn zápasu |
| ------------- | ------------- | ------------- | ------------------------------------ | ------------- |
|               | 54. Gamache   |               | 4. Kahkonen 20. Rajamäki 60. Uhlbäck | Diváků: 6 756 |

| 29. říjen, 2008 | Espoo Blues | 3:2 (2:1, 0:0, 1:1) | HV71 | LänsiAuto Areena |
|                 | Espoo Blues |                     | HV71 |                  |

| Souhrn zápasu | Souhrn zápasu                      | Souhrn zápasu | Souhrn zápasu             | Souhrn zápasu |
| ------------- | ---------------------------------- | ------------- | ------------------------- | ------------- |
|               | 6. Ryhanen 10. Tolsa 55. Miettinen |               | 13. Voutilainen 50. Laine | Diváků: 6 083 |

| 12. listopad, 2008 | SC Bern | 7:5 (1:3, 3:0, 3:2) | HV71 | PostFinance-Arena |
|                    | SC Bern |                     | HV71 |                   |

| Souhrn zápasu | Souhrn zápasu                                                   | Souhrn zápasu | Souhrn zápasu                                                  | Souhrn zápasu |
| ------------- | --------------------------------------------------------------- | ------------- | -------------------------------------------------------------- | ------------- |
|               | 25., 34. a 55. Dubé 2. Plüss 24. Gamache 50. Josi 54. Rüthemann |               | 11. Gustafsson 13. Beech 20. Thornberg 51. Puistola 59. Angell | Diváků: 7 057 |

| 19. listopad, 2008 | Espoo Blues | 2:1 (2:1, 0:0, 0:0) | SC Bern | LänsiAuto Areena |
|                    | Espoo Blues |                     | SC Bern |                  |

| Souhrn zápasu | Souhrn zápasu           | Souhrn zápasu | Souhrn zápasu | Souhrn zápasu |
| ------------- | ----------------------- | ------------- | ------------- | ------------- |
|               | 7. Puustinen 16. Keller |               | 1. Dubé       | Diváků: 6 247 |

| 3. prosinec, 2008 | HV71 | 0:6 (0:3, 0:1, 0:2) | Espoo Blues | Kinnarps Arena |
|                   | HV71 |                     | Espoo Blues |                |

| Souhrn zápasu | Souhrn zápasu | Souhrn zápasu | Souhrn zápasu | Souhrn zápasu |
| ------------- | ------------- | ------------- | --- | ------------- |
|               |               |               | S. Ryhänen (7:37) P. Lostedt (11:12) S. Ryhänen (15:26) T. Konttinen (28:20) J. Lajunen (43:03) T. Konttinen (48:32) | Diváků: 5 028 |

### Základní skupina C
| Tým                  | Z | V | VP | PP | P | GV | GI | B  |
| -------------------- | - | - | -- | -- | - | -- | -- | -- |
| Salavat Julajev Ufa  | 4 | 4 | 0  | 0  | 0 | 22 | 5  | 12 |
| HC České Budějovice  | 4 | 1 | 0  | 0  | 3 | 9  | 17 | 3  |
| HC Slovan Bratislava | 4 | 1 | 0  | 0  | 3 | 11 | 20 | 3  |

| 8. říjen, 2008 | Salavat Julajev Ufa | 7:1 (1:0, 3:0, 4:1) | ČEZ Motor České Budějovice | Ufa Arena |
|                | Salavat Julajev Ufa |                     | ČEZ Motor České Budějovice |           |

| Souhrn zápasu | Souhrn zápasu | Souhrn zápasu | Souhrn zápasu   | Souhrn zápasu |
| ------------- | --- | ------------- | --------------- | ------------- |
|               | 12. Konstantin Kolcov 22. Nurtdinov 35. Pěrežogin 40. Grigorenko 44. Leoš Čermák 46. Pěrežogin 56. Konstantin Kolcov |               | 46. Tomáš Kůrka | Diváků: 8 400 |

| 22. říjen, 2008 | ČEZ Motor České Budějovice | 5:2 (1:0, 2:1, 2:1) | HC Slovan Bratislava | Budvar aréna |
|                 | ČEZ Motor České Budějovice |                     | HC Slovan Bratislava |              |

| Souhrn zápasu | Souhrn zápasu                                                                     | Souhrn zápasu | Souhrn zápasu          | Souhrn zápasu |
| ------------- | --------------------------------------------------------------------------------- | ------------- | ---------------------- | ------------- |
|               | 2. Michal Hudec 23. Petr Gřegořek 30. Ivan Huml 41. Ondrej Veselý 47. Roman Horák |               | 25. Vaic 51. Kukumberg | Diváků: 4 250 |

| 29. říjen, 2008 | HC Slovan Bratislava | 2:4 (1:0, 1:3, 0:1) | Salavat Julajev Ufa | Zimní stadion Ondreje Nepely |
|                 | HC Slovan Bratislava |                     | Salavat Julajev Ufa |                              |

| Souhrn zápasu | Souhrn zápasu      | Souhrn zápasu | Souhrn zápasu                                           | Souhrn zápasu |
| ------------- | ------------------ | ------------- | ------------------------------------------------------- | ------------- |
|               | 7. Lažo 24. Liščák |               | 21. Ščadilov 31. Vorobjev 40. Radulov 49. Kirill Kolcov | Diváků: 5 238 |

| 12. listopad, 2008 | ČEZ Motor České Budějovice | 0:3 (0:2, 0:1, 0:0) | Salavat Julajev Ufa | Budvar aréna |
|                    | ČEZ Motor České Budějovice |                     | Salavat Julajev Ufa |              |

| Souhrn zápasu | Souhrn zápasu | Souhrn zápasu | Souhrn zápasu                                             | Souhrn zápasu |
| ------------- | ------------- | ------------- | --------------------------------------------------------- | ------------- |
|               |               |               | 12. Medvěděv 16. Michal Mikeska 25. Vorobjov (Těreščenko) | Diváků: 4 109 |

| 19. listopad, 2008 | HC Slovan Bratislava | 5:3 (3:0, 0:0, 2:3) | ČEZ Motor České Budějovice | Zimní stadion Ondreje Nepely |
|                    | HC Slovan Bratislava |                     | ČEZ Motor České Budějovice |                              |

| Souhrn zápasu | Souhrn zápasu                                     | Souhrn zápasu | Souhrn zápasu                           | Souhrn zápasu |
| ------------- | ------------------------------------------------- | ------------- | --------------------------------------- | ------------- |
|               | 1. Vaic 15. Hujsa 18. Döme 55. Kukumberg 60. Lažo |               | 45. Gulaš 54. Ivan Huml 54. Tomáš Mertl | Diváků: 4 880 |

| 3. prosinec, 2008 | Salavat Julajev Ufa | 8:2 (1:1, 4:1, 3:0) | HC Slovan Bratislava | Ufa Arena |
|                   | Salavat Julajev Ufa |                     | HC Slovan Bratislava |           |

| Souhrn zápasu | Souhrn zápasu | Souhrn zápasu | Souhrn zápasu                   | Souhrn zápasu |
| ------------- | --- | ------------- | ------------------------------- | ------------- |
|               | A. Medwedew (3:03) A. Sidjakin (24:52) M. Mikeska (26:49) A. Pereschogin (29:19) A. Sidjakin (30:50) A. Taratuchin (52:48) L. Čermák (54:05) A. Kuteikin (57:55) |               | M. Hujsa (6:51) Ľ. Vaic (24:27) | Diváků: 8 400 |

### Základní skupina D
| Tým             | Z | V | VP | PP | P | GV | GI | B  |
| --------------- | - | - | -- | -- | - | -- | -- | -- |
| ZSC Lions       | 4 | 3 | 0  | 1  | 0 | 19 | 11 | 10 |
| HC Slavia Praha | 4 | 2 | 1  | 0  | 1 | 15 | 15 | 8  |
| Linköpings HC   | 4 | 0 | 0  | 0  | 4 | 11 | 19 | 0  |

| 8. říjen, 2008 | HC Slavia Praha | 4:2 (2:1, 1:1, 1:0) | Linköpings HC | O2 arena |
|                | HC Slavia Praha |                     | Linköpings HC |          |

| Souhrn zápasu | Souhrn zápasu                                                                | Souhrn zápasu | Souhrn zápasu               | Souhrn zápasu |
| ------------- | ---------------------------------------------------------------------------- | ------------- | --------------------------- | ------------- |
|               | 16. Michal Vondrka 18. Roman Červenka 39. Roman Červenka 50. Jaroslav Bednář |               | 9. Fransson 37. Petterström | Diváků: 4 108 |

| 22. říjen, 2008 | Linköpings HC | 2:7 (2:2, 0:2, 0:3) | ZSC Lions | Cloetta Center |
|                 | Linköpings HC |                     | ZSC Lions |                |

| Souhrn zápasu | Souhrn zápasu                 | Souhrn zápasu | Souhrn zápasu                                                           | Souhrn zápasu |
| ------------- | ----------------------------- | ------------- | ----------------------------------------------------------------------- | ------------- |
|               | 3. Laumann Ylven 19. Eriksson |               | 18. a 48. Monnet 27. a 39. Sejna 7. Blindenbacher 43. Bühler 58. Pittis | Diváků: 7 961 |

| 29. říjen, 2008 | ZSC Lions | 4:5 SN (0:1, 1:1, 3:2) | HC Slavia Praha | Hallenstadion |
|                 | ZSC Lions |                        | HC Slavia Praha |               |

| Souhrn zápasu | Souhrn zápasu                               | Souhrn zápasu | Souhrn zápasu                                                                                             | Souhrn zápasu |
| ------------- | ------------------------------------------- | ------------- | --- | ------------- |
|               | 27. Seger 45. Forster 59. Seger 59. Gardner |               | 11. Tomáš Micka 39. Jaroslav Bednář 44. Jiří Doležal 53. Jakub Sklenář rozhodující nájezd Jaroslav Bednář | Diváků: 8 220 |

| 12. listopad, 2008 | Linköpings HC | 4:5 (0:2, 3:1, 1:2) | HC Slavia Praha | Cloetta Center |
|                    | Linköpings HC |                     | HC Slavia Praha |                |

| Souhrn zápasu | Souhrn zápasu                                      | Souhrn zápasu | Souhrn zápasu                                                                          | Souhrn zápasu |
| ------------- | -------------------------------------------------- | ------------- | -------------------------------------------------------------------------------------- | ------------- |
|               | 23. Eriksson 26. Majeský 39. Beaudoin 42. Eriksson |               | 6. Jakub Sklenář 14. Jan Novák 24. Roman Červenka 46. Jaroslav Bednář 49. Jiří Doležal | Diváků: 6 842 |

| 19. listopad, 2008 | ZSC Lions | 4:3 (1:1, 2:1, 1:1) | Linköpings HC | Hallenstadion |
|                    | ZSC Lions |                     | Linköpings HC |               |

| Souhrn zápasu | Souhrn zápasu                                      | Souhrn zápasu | Souhrn zápasu                         | Souhrn zápasu |
| ------------- | -------------------------------------------------- | ------------- | ------------------------------------- | ------------- |
|               | 19. Sejna 33. Blindenbacher 39. Gardner 41. Bühler |               | 18. Persson 38. Jan Hlaváč 45. Saravo | Diváků: 8 574 |

| 3. prosinec, 2008 | HC Slavia Praha | 1:5 (0:1, 1:0, 0:4) | ZSC Lions | O2 arena |
|                   | HC Slavia Praha |                     | ZSC Lions |          |

| Souhrn zápasu | Souhrn zápasu      | Souhrn zápasu | Souhrn zápasu                                                                                  | Souhrn zápasu |
| ------------- | ------------------ | ------------- | ---------------------------------------------------------------------------------------------- | ------------- |
|               | P. Jelínek (36:28) |               | J.-G. Trudel (14:12) R. Gardner (46:51) J. Alston (47:29) R. Gardner (57:36) J. Alston (59:05) | Diváků: 8 137 |

## Semifinále

### 1. semifinále
| 10. prosinec, 2008 | Metallurg Magnitogorsk | 1:2 (0:0, 0:2, 1:0) | Salavat Julajev Ufa | Magnitogorsk Arena |
|                    | Metallurg Magnitogorsk |                     | Salavat Julajev Ufa |                    |

| Souhrn zápasu | Souhrn zápasu         | Souhrn zápasu | Souhrn zápasu                               | Souhrn zápasu |
| ------------- | --------------------- | ------------- | ------------------------------------------- | ------------- |
|               | 60. Alexei Kajgorodov |               | 36. Miroslav Blaťák 38. Alexander Perežogin | Diváků: 7 750 |

| 7. leden, 2009 | Salavat Julajev Ufa | 1:3 (0:0, 1:0, 0:3) | Metallurg Magnitogorsk | Ufa Arena |
|                | Salavat Julajev Ufa |                     | Metallurg Magnitogorsk |           |

| Souhrn zápasu | Souhrn zápasu        | Souhrn zápasu | Souhrn zápasu                                     | Souhrn zápasu |
| ------------- | -------------------- | ------------- | ------------------------------------------------- | ------------- |
|               | 28. Oleg Tverdovskij |               | 44. Jan Marek 45. Denis Platonov 54. Igor Mironov | Diváků: 8 400 |

Oba týmy vybojovaly v obou zápasech shodně po třech bodech. Rozhodly tak samostatné nájezdy, které vyhrál Metallurg Magnitogorsk 2:0.

### 2. semifinále
| 10. prosinec, 2008 | ZSC Lions | 6:3 (1:0, 3:2, 2:1) | Espoo Blues | Diners Club Arena |
|                    | ZSC Lions |                     | Espoo Blues |                   |

| Souhrn zápasu | Souhrn zápasu                                               | Souhrn zápasu | Souhrn zápasu                        | Souhrn zápasu |
| ------------- | ----------------------------------------------------------- | ------------- | ------------------------------------ | ------------- |
|               | 48. a 59. Alston 8. Monnet 28. Gardner 31. Sejna 38. Bühler |               | 21. Lajunen 34. Sandell 55. Nattinen | Diváků: 6 100 |

| 7. leden, 2009 | Espoo Blues | 1:4 (0:2, 1:0, 0:2) | ZSC Lions | LänsiAuto Areena |
|                | Espoo Blues |                     | ZSC Lions |                  |

| Souhrn zápasu | Souhrn zápasu | Souhrn zápasu | Souhrn zápasu                              | Souhrn zápasu |
| ------------- | ------------- | ------------- | ------------------------------------------ | ------------- |
|               | 34. Kuoppala  |               | 6. Monnet 16. Seger 59. Trudel 59. Gardner | Diváků: 6 612 |

## Finále
| 21. leden, 2009 | Metallurg Magnitogorsk | 2:2 (0:2, 0:0, 2:0) | ZSC Lions | Magnitogorsk Arena |
|                 | Metallurg Magnitogorsk |                     | ZSC Lions |                    |

| Souhrn zápasu | Souhrn zápasu                        | Souhrn zápasu | Souhrn zápasu                          | Souhrn zápasu |
| ------------- | ------------------------------------ | ------------- | -------------------------------------- | ------------- |
|               | 52. Vitalij Aťušov 60. Tomáš Rolinek |               | 10. Jean-Guy Trudel 13. Adrian Wichser | Diváků: 7 700 |

| 28. leden, 2009 | ZSC Lions | 5:0 (1:0, 1:0, 3:0) | Metallurg Magnitogorsk | Diners Club Arena |
|                 | ZSC Lions |                     | Metallurg Magnitogorsk |                   |

| Souhrn zápasu | Souhrn zápasu                                                                        | Souhrn zápasu | Souhrn zápasu | Souhrn zápasu |
| ------------- | ------------------------------------------------------------------------------------ | ------------- | ------------- | ------------- |
|               | 18. Blaine Down 35. Peter Sejna 49. Mathias Seger 50. Jan Alston 58. Jean-Guy Trudel |               |               | Diváků: 6 200 |

ZSC Lions vyhrál první ročník Hokejové ligy mistrů, a postoupil tak do Victoria Cupu 2009